# Martial Law (gra komputerowa)
Martial Law – niezależna gra komputerowa z gatunku gry przygodowej, wyprodukowana i wydana przez polskie studio FIXER Group 23 grudnia 2021.
Pierwotna wersja gry powstała podczas game jam PolskiGamedev.pl: Game Jam 2021, na którym to zajęła pierwsze miejsce. Twórcy postanowili dokończyć niezrealizowane wątki i przetłumaczyć grę na m.in. niemiecki czy rosyjski.

## Rozgrywka
Martial Law jest grą przygodową, wykonaną w technice pixel art, z elementami powieści wizualnej, w której akcja gry została ukazana od boku. Główną mechaniką gry jest dokonywanie wyborów opcji dialogowych, podczas rozmów z losowo napotkanymi osobami. Wybieranie odpowiednich ścieżek dialogowych prowadzi do odmiennych zakończeń gry.

## Fabuła
Czas akcji gry toczy się w przeddzień wigilii, 10 dni po wprowadzeniu stanu wojennego w Polsce. Głównym bohaterem, w którego wciela się gracz, jest samotny ojciec. Został on porzucony przez rodzinę, ze względu na swój niski status społeczny. Nie poddaje się jednak i próbuje za wszelką cenę zachować kontakt z ukochanym dzieckiem.

## Odbiór
PPE opisał grę jako zadziwiającą jakością, zwracając uwagę na dobrą warstwę graficzną gry. PC Gamer określił ją za to jako: Jest krótka, słodka, darmowa i depresyjna.